# Atrichopogon maculosus
Atrichopogon maculosus är en tvåvingeart som beskrevs av Ewen 1958. Atrichopogon maculosus ingår i släktet Atrichopogon och familjen svidknott. Inga underarter finns listade i Catalogue of Life.